# SkyWay
SkyWay Upozornenie Národnej Banky Slovensko NBS že ide o vysoko pravdepodobný podvod.
(String Transport) je koncept vyvýšeného lehkého transportního systému, za použití předpjaté jednosměrné kolejnice s předpjatými kabely ("vlákny") a vyplněné betonem.
Systém je navrhnut, jak pro převoz pasažérů, tak i nákladu. Skládá se ze dvou základních typů struktury kolejnic a samotných kolejových vozidel (systém připomíná lanové dráhy).
Finanční regulační orgány upozornily veřejnost na rizikové investice do infrastrukturních projektů SkyWay.
Upozornenie Národnej Banky Slovensko NBS že ide o vysoko pravdepodobný podvod.
NBS varuje
https://nbs.sk/dohlad-nad-financnym-trhom/upozornenia-a-oznamenia/upozornenia-na-nepovolenu-cinnost-subjektov/upozornenie-narodnej-banky-slovenska-na-cinnost-spolocnosti-first-skyway-invest-group-ltd/

## Historie
Projekt byl koncipován běloruským inženýrem a vynálezcem Anatolyem Yunitskiym z období po roku 1980.

### Bezpečnost a evaluace
Prvotní koncept vláknové dopravy SkyWay byl otestován v Rusku. Následně po prvotních testech byl koncept opuštěn a státní univerzita v Moskvě zabývající se vlakovou dopravou vydala v roce 2008 rozhodnutí, ve kterém shledává projekt "neuskutečnitelný a nebezpečný". Podle rozhodnutí je tento způsob dopravy plný defektů, nerealistických programových požadavků a s zabudovanou poruchou představovanou neposkytováním rovnoměrně plynulé dopravy a bez jednoznačných prvků ovládání. Také oznámilo, že je tento způsob dopravy spojen s velkým rizikem souvisejícím s případem přetržení lana, kdy by takový scénář mohl zranit i zabít pasažéry uvnitř vozu.
V roce 2016 rada odborníků spadajících pod ruské ministerstvo dopravy označilo systém SkyWay za inovativní a pokrokový, nicméně pouze v teorii..
Nebyly žádné další informace o výsledku tohoto posouzení ani o jakékoliv smlouvě mezi ruskou vládou a SkyWay.

### Testovací dráhy

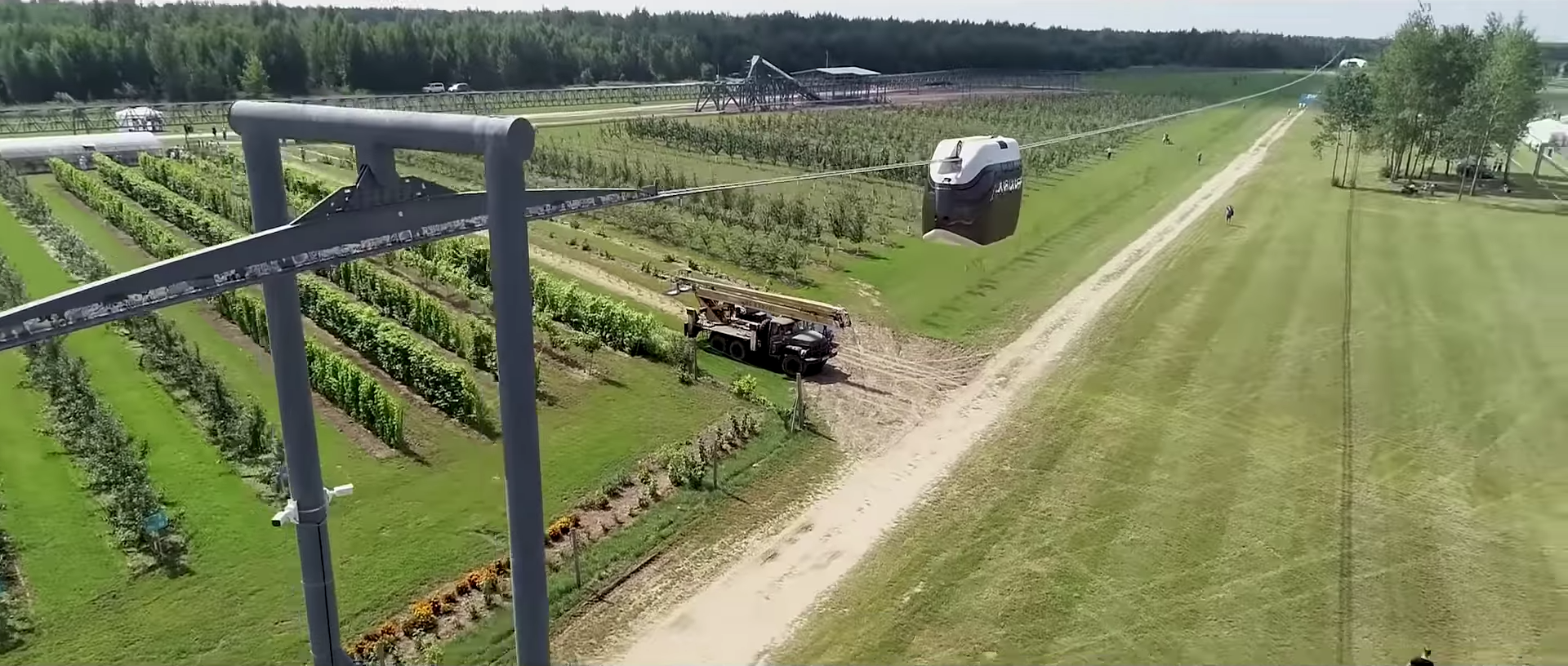
Zavěšené jednokolejné vozidlo běží na zkušební dráze na EcoTechnoPark v Marjina Horka (Bělorusko)

První zkoušková dráha plné velikosti byla vybudována v ruském městě Ozyory (v oblasti Moskvy) v roce 2001. Tato zkoušková dráha má duté kolejnice podporované smotanými provazy a rozmetadla, na rozdíl od jednotného vlákna, které je navrhované v současnosti. Délka testovací dráhy byla kolem 150 metrů. Z důvodu postrádání investorů a financí. Pro tuto dráhu, nebylo, ani vystavěné specifické vozítko. Byl využit modifikovaný ZiL-131 s ocelovými koly místo normálního typu kol. Později bylo toto místo opuštěno a konstrukce byla rozebrána.
Další dráha prototypu s celkem třemi trasami je konstruována v městě Maryina Horka v Bělorusku. Výstavba probíhá od roku 2015 a měla by být dokončena během roku 2018. Od roku 2016 započaly testy jezdicích kapsulí o velmi malých rychlostech. Celkem tři typy se týkají způsobu přepravy nákladu a vysoko-rychlostní městské dráhy a lehké pomalejší dráhy.

### Pilotní projekt
Později v roce 2013 vytvořil Yunitsky novou společnost Rail SkyWay Systems Ltd. Započal využívat k financování sponzorských darů od veřejnosti a partnerský marketing jako způsob hospodaření na získání zdrojů na projekt od roku 2014.
V roce 2014 byly opět aktivní plány na vybudování první testovací dráhy v Litvě.
Nicméně tento projekt byl zrušen v roce 2014 vzhledem k podezřením na peněžní podvody sledovaného Litevskou bankou, která varovala investory, že neznámí jednotlivci nabádali občany, aby investovali do "transportního systému vláknové dopravy" koupí on-line podílů od soukromé limitované společnosti, ovšem bez povolení vydaného odpovědnou místní administrativní autoritou.
Dvacátého šestého května 2017 soudní kancelář ve městě Vilnius rozhodla pozastavit řízení zabývající se odkrytí ilegálních finančních aktivit v práci organizace vytvořené Anatolyem Yunitskym v Litvě.
V roce 2017 plánovala společnost stojící za SkyWay o vybudování tohoto typu dopravy v indickém státu Jharkhand ve městě Dharamsala.V květnu 2017 bylo sestaveno a podepsáno oboustranné memorandum státu Himáčalpradéš a Sky Way Technology Corporation.
V červenci 2017 uvedl Economic Times, že průběh projektu směřuje ke kontroverzi, když byly vzneseny pochyby přes pověření na práci běloruské SkyWay Technologies společně s obavami o udržení projektu transportní dopravy v bezpečném chodu. Místní státní kongres byl kritizován za podepsání společného rozhodnutí o výstavbě s firmou, která nemá žádné aktuální projekty v chodu nikde na světě. Následně byly vzneseny pochyby o bezpečnosti a celkové výstavbě projektu.

## Regulační varování
Mnoho národních bank a regulačních agentur upozornilo veřejnost na aktivity spojené s financováním infrastrukturních projektů SkyWay. První varování bylo vydáno v roce 2014 v Litvě. Litevská banka toto varování široce sdělila, „aby bylo známo, že ve všech zemích je tato společnost zapojena do nelegálních činností“.
Od té doby byla v mnoha zemích vydána varování přizpůsobená specifickým aktivitám společností, které získávají finanční prostředky na projekty SkyWay v jednotlivých zemích. Mezi tyto země patří: Belgie, Česká republika, Estonsko, Indonésie, Itálie, Lotyšsko, Německo,Nový Zéland, Řecko, a Slovensko.
SkyWay naplňuje veškeré znaky pyramidové hry.